# Staatliche Akademie für Design und Kunst Charkiw

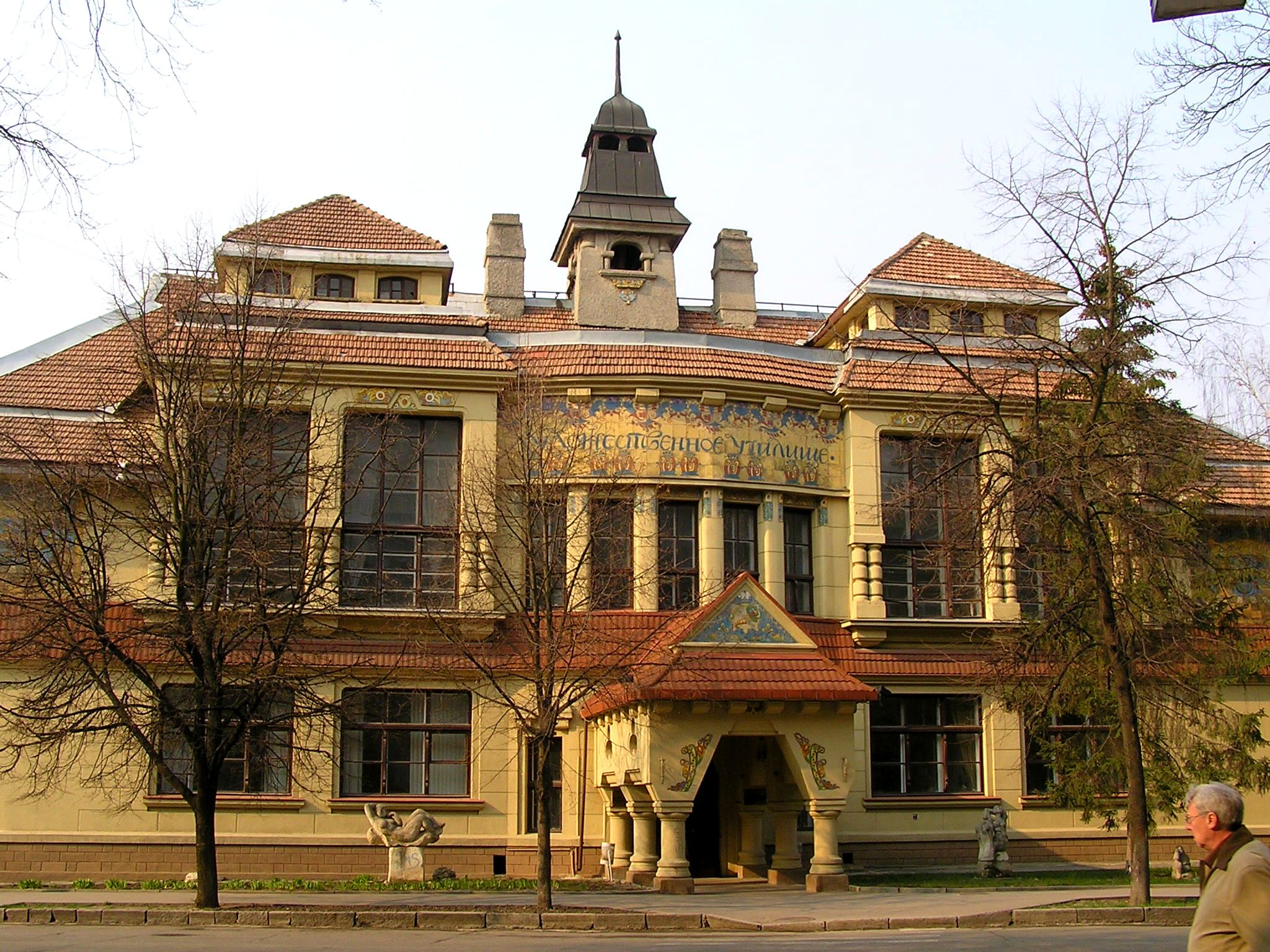
Das Hauptgebäude der Akademie, 2009

Die Staatliche Akademie für Design und Kunst Charkiw (ukrainisch Харківська державна академія дизайну та мистецтв, wiss. Transliteration Charkivsʹka deržavna akademija dysajnu ta mystectv; englisch: Kharkiv State Academy of Design and Arts, kurz KSADA, ukrainisch ХДАДМ) ist eine Kunsthochschule in der ostukrainischen Stadt Charkiw. Sie ist eine der ältesten Kunsthochschulen in der Ukraine.

## Geschichte
Die Gründung der Staatlichen Akademie für Design und Kunst in Charkiw in der heutigen Form erfolgte im Jahr 1921 und war die erste Kunsthochschule der Stadt. Mit dem Ausbruch des Deutsch-Sowjetischen Krieges im Jahr 1941 wurde das Institut ins usbekische Samarkand evakuiert. Nach der Rückkehr der Akademie erfolgte der schrittweise Ausbau, indem weitere Fakultäten und Abteilungen gegründet wurden. Die Zahl der Studierenden belief sich in den 1990er-Jahren bereits auf knapp 1500 Eingeschriebene, darunter Studierende aus dem Ausland.
Bis 2020 war die Akademie dem Bildungsministerium der Ukraine unterstellt. Im Jahr 2020 übertrug das Ministerium für Bildung und Wissenschaft die Einrichtung an das Ministerium für Kultur, Jugend und Sport, was zu Problemen bei der Auszahlung der Gehälter an die Lehrer und Stipendiaten der Akademie führte.

## Gliederung
Die Staatliche Akademie für Design und Kunst untergliedert sich in vier Fakultäten und insgesamt 18 Abteilungen.
- Fakultät für bildende Kunst
- Fakultät für Design
- Fakultät für Umweltdesign
- Fakultät für audiovisuelle Kunst und Fernstudium

## Absolventen (Auswahl)
- Wiktor Sydorenko
- Serhij Swjattschenko
- Pawlo Makow
- Uljana Njeschewa[7]